# Jesué Pinharanda Gomes
Jesué Pinharanda Gomes (Sabugal, 16 luglio 1939 – Loures, 27 luglio 2019) è stato un filosofo e storico portoghese.

## Biografia
Originario della Beira Alta, Pinharanda Gomes si spostò in seguito nella zona di Lisbona, città dove frequentò il liceo.
Membro del Movimento 57 e del Movimento della Filosofia Portoghese, «autodidatta erudito», ricevette nel 2018, grazie all'impatto culturale della sua vastissima opera, il dottorato honoris causa presso l'Università della Beira Interiore di Covilhã.

## Opera
Pinharanda Gomes è con ogni probabilità il più prolifico e importante storico del pensiero portoghese, con una vastissima opera che copre sostanzialmente tutta la storia della filosofia in Portogallo.
Il Presidente della Repubblica Portoghese, Marcelo Rebelo de Sousa, lo ha definito «uno dei nomi di maggior rilievo nello studio e nella divulgazione del pensiero portoghese».

## Pensiero
La sua visione del pensiero portoghese è coerente con quella globalmente sostenuta dal Movimento della Filosofia Portoghese, che, a partire da Álvaro Ribeiro, difende la specificità del pensiero portoghese in quanto filosofia nazionale, presentandosi come movimento continuatore del lignaggio saudosista della Renascença Portuguesa.
Cattolico, Pinharanda Gomes ritenne che la «Filosofia Portoghese» tende continuamente alla teologia, perché «sempre l'anima portoghese cercò di orientare il suo itinerario verso la mente divina».
Nei tre volumi della História da Filosofia Portuguesa (Storia della Filosofia Portoghese, 1981-1991) Pinharanda Gomes considerò la filosofia ebraica e quella islamica come elementi costitutivi, assieme alla «patrologia lusitana», della «Filosofia Portoghese». In ciò, l'autore riconosce il lascito filosofico e multiculturale del Gharb al-Andalus nella cultura e nell'identità portoghesi.
Nella riflessione spiritualista e universalista sulla specificità del pensiero portoghese risiede, in definitiva, il contributo filosofico di Pinharanda Gomes, il quale contributo si situa nel crocevia tra le aree della storia della filosofia, della teologia, della filosofia della cultura e della filosofia della storia.

## Opere principali
- Introdução à História da Filosofia Portuguesa (1967)
- Pensamento Português (1969-1993)
- História da Filosofia Portuguesa (1981-1991)
- Dicionário de Filosofia Portuguesa (1987)